# Godeoc
Godeoc chiamato anche Godehoc (... – dopo il 488) fu re dei Longobardi nella seconda metà del V secolo.

## Biografia
Successore di Ildeoc e come lui appartenente alla dinastia dei Letingi, Godeoc guidò i Longobardi nel tratto finale della loro migrazione che, risalendo il corso dell'Elba, portò la popolazione germanica dalla Scandinavia meridionale alle terre appartenute all'Impero romano. Sul finire del V secolo, nel 487-488, condusse i Longobardi, attraverso la Boemia e la Moravia, in Rugilandia, le terre a nord del Norico evacuate dai Rugi: un'area allora in gran parte spopolata, ma la prima sotto influenza romana tra quelle toccate dai Longobardi.